# Protectorat français du Cambodge
1863–1949/1953
Entités précédentes :
- Âge sombre du Cambodge

Entités suivantes :
- Royaume du Cambodge

Le protectorat français du Cambodge était le régime politique en vigueur au Cambodge à partir de 1863, quand la France (alors le Second Empire) établit sa protection sur le Royaume, jusque-là vassal du Siam (Thaïlande). Le Cambodge est intégré en 1887 à l'Indochine française lors de la création de cette dernière. En novembre 1949, le système de protectorat laisse la place à un statut d'État associé de l'Union française, toujours au sein de la Fédération indochinoise. En 1953, pendant la guerre d'Indochine, le roi Norodom Sihanouk proclame l'indépendance du pays, que les accords de Genève réaffirment l'année suivante.

## Contexte

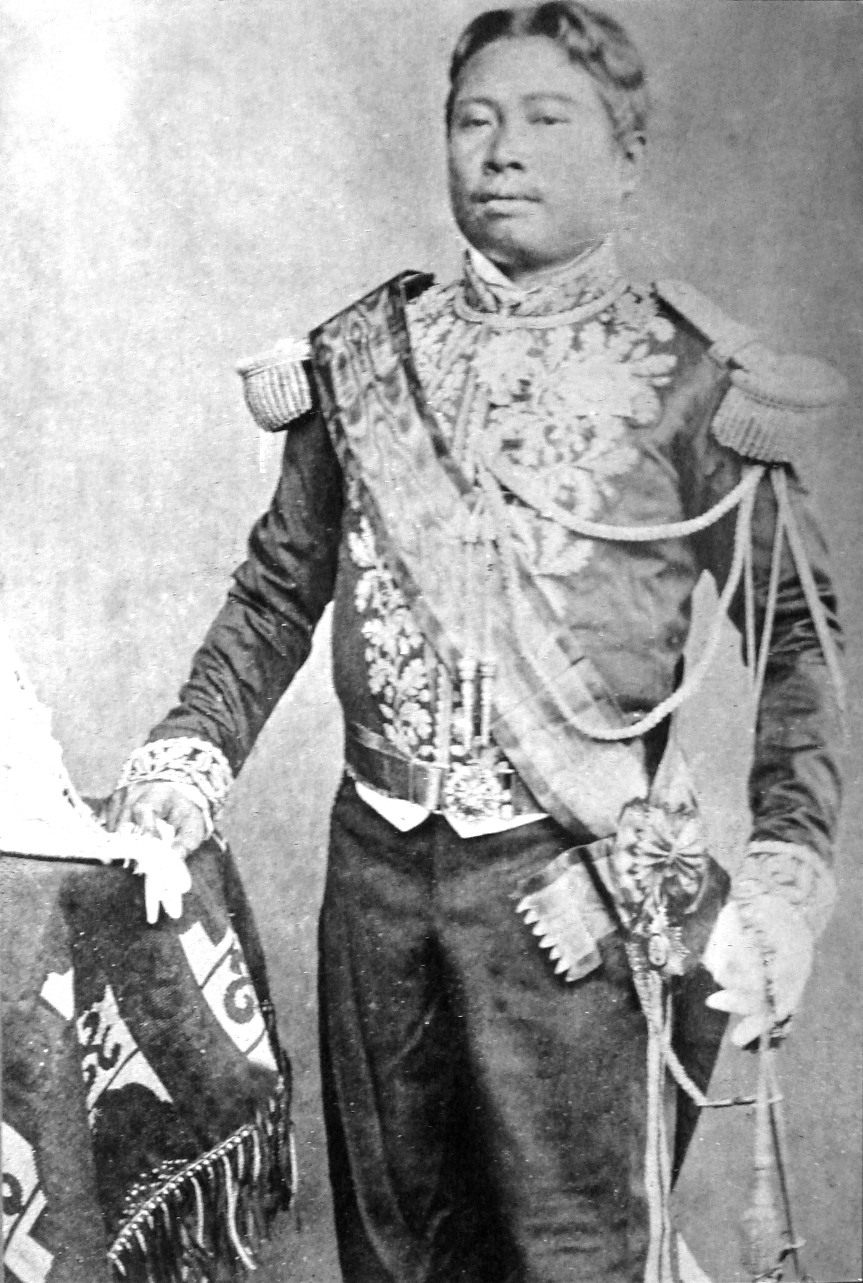
Le roi Norodom Ier.

Au XIXe siècle, le royaume du Cambodge vit sous la suzeraineté du royaume de Rattanakosin, qui l'a amputé de ses provinces occidentales, annexant notamment Angkor : l'influence de l'empire d'Annam est également très prégnante, et menace le pays de dépècement, à la suite de la guerre entre le Viêt Nam et le Cambodge (1813-1845). Le roi du Cambodge Norodom Ier, monté sur le trône en 1860, cherche un moyen pour sortir de l'étau formé par ses deux voisins.
Pour les Français, asseoir leur influence sur le Cambodge présentait plusieurs avantages. Si l’on excepte le lobbyisme des missions étrangères de Paris qui sous l’impulsion de Jean-Claude Miche, vicaire apostolique de Phnom-Penh et de Saïgon, voyait dans le protectorat un moyen d’en finir avec l’instabilité politique ambiante entravant leur apostolat, les autres raisons sont liées directement ou indirectement à l’implantation des troupes coloniales françaises en Cochinchine. Les expéditions françaises avaient pour objectif d'accéder au centre de la Chine en empruntant le Mékong. Au début des années 1860, la volonté de contrôler les rives du fleuve pouvait encore se justifier. Mais l’expédition d'Ernest Doudart de Lagrée démontrera en 1868 l’impossibilité d’une telle entreprise. D’autre part, la présence française dans le delta du Mékong avait provoqué quelques réactions de rebelles qui prenaient l’habitude, une fois leurs forfaits accomplis, de se réfugier en territoire cambodgien. Le fait de contrôler les deux côtés de la frontière permettait de faciliter les poursuites. De plus, les plantations qui se développaient dans la nouvelle colonie de Cochinchine gagnaient à pouvoir s’étendre plus facilement dans le royaume khmer et enfin, il convenait d’investir le terrain avant que les Anglais ne s’y installent. Ces derniers étaient alors soupçonnés à Paris et à Saïgon d’avoir déjà mis sous tutelle le Siam voisin par le biais des nombreux conseillers sujets de la reine Victoria que le roi Rama IV avait appelés à ses côtés pour moderniser son pays.

## Mise en place de la tutelle française
Le vice-amiral Pierre-Paul de La Grandière, gouverneur de la Cochinchine, délègue à Phnom Penh le capitaine Ernest Doudart de Lagrée, qui présente au roi les avantages de passer sous la protection de l'Empire français. Le 5 juillet 1863, le roi Norodom signe un traité de protectorat que La Grandière est venu personnellement lui apporter. Le 11 août, une convention franco-khmère fixe les conditions du protectorat, le Cambodge s'interdisant toutes relations avec une puissance étrangère sans l'accord de la France, et acceptant l'installation d'un résident général dans la capitale. Les sujets français obtiennent au Cambodge le droit de libre circulation, celui de posséder des terres, et d'être jugés par un tribunal mixte. Le gouvernement de Napoléon III tarde cependant à ratifier le traité, craignant des réactions du Royaume-Uni par le truchement du Siam : inquiet, le roi Norodom envisage de se raviser et de se tourner à nouveau vers le Siam, dont il est toujours censé tenir sa légitimité, ne s'étant pas encore fait couronner. Il se rend à Bangkok pour sa cérémonie de couronnement, entraînant une réaction de Doudart de Lagrée, dont les matelots investissent le palais royal à Oudong pour forcer le roi à revenir. Napoléon III ayant donné son accord, les ratifications interviennent en avril 1864. La France obtient du Siam la restitution des insignes royaux cambodgiens et Norodom peut être couronné le 3 juin 1864, dans sa nouvelle capitale de Phnom Penh. Le Siam reconnaît le protectorat français par un traité en 1867, en échange de la confirmation de ses droits sur les provinces de Battambang et d'Angkor, ainsi que la promesse de la France de ne pas annexer le Cambodge,.

## Gestion du protectorat

### La révolte de 1885-1886

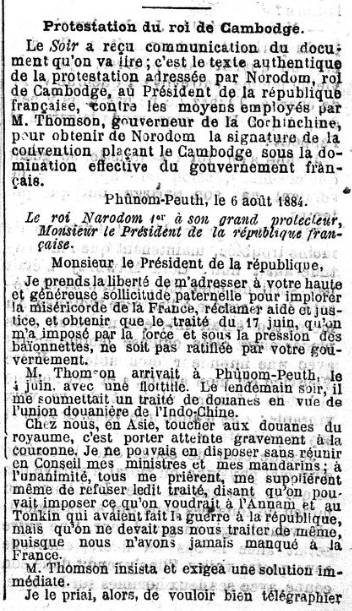
Protestation du roi Norodom au Président de la République

Les premières décennies du protectorat sont l'occasion de frictions entre les autorités françaises de Saïgon et la cour de Phnom Penh. La France, trouvant la monarchie cambodgienne trop dispendieuse, impose une réduction de son train de vie et des réformes structurelles, incluant notamment l'abolition de l'esclavage au Cambodge. Après vingt ans d'administration indirecte, les autorités du protectorat souhaitent rationaliser le système d'exploitation et l'étendre au pays tout entier. Le 4 juin 1884, le gouverneur de Cochinchine Charles Thomson se rend à Phnom Penh avec des troupes et exige du roi Norodom, alors malade et alité, qu'il signe une convention sur les douanes en vue d'une union douanière de l'Indochine française. À l'aube du 17 juin, le palais du roi est envahi par des troupes françaises et Thomson, alléguant que le roi aurait manqué de respect à la République lors d'une audience antérieure et l'informant qu'il renonce à la convention des douanes déjà signée, ordonne au roi de signer dans la demi-heure un nouveau traité qui renforce le protectorat en donnant la gestion des affaires intérieures aux Français. Malgré les protestations du roi adressé au président de la République, le traité, qui transforme le protectorat du Cambodge en colonie de fait, est ratifié par le gouvernement français.
Des troubles se manifestent au Cambodge et, le 7 janvier 1885, une révolte éclate : des partisans du prince Si Votha, demi-frère du roi et lui-même prétendant à la couronne, attaquent les Français dans le district de Sambor. La rébellion s'étend bientôt à tout le pays, tenant les forêts et les rizières. Le port de Kampot est tenu par les rebelles, qui y pillent le télégraphe et l'entrepôt d'opium. La révolte est animée aussi bien par les opposants au roi que par les lettrés partisans de l'ordre traditionnel et par Duong Chac, troisième fils du roi. Les Français, qui doivent dans le même temps gérer en Annam la dissidence de l'empereur Hàm Nghi, mènent une politique de répression implacable. Devant les difficultés, les Français négocient en 1886 un nouvel accord avec le roi, qui récupère une partie de ses pouvoirs et appelle les insurgés à déposer les armes, puis s'emploie à pacifier le pays. Les Français ne renoncent cependant pas à réformer le Cambodge et, en 1888, le résident général spécifie que la convention de 1884 demeure valide, mais sera appliquée de manière progressive.

### Réorganisation administrative

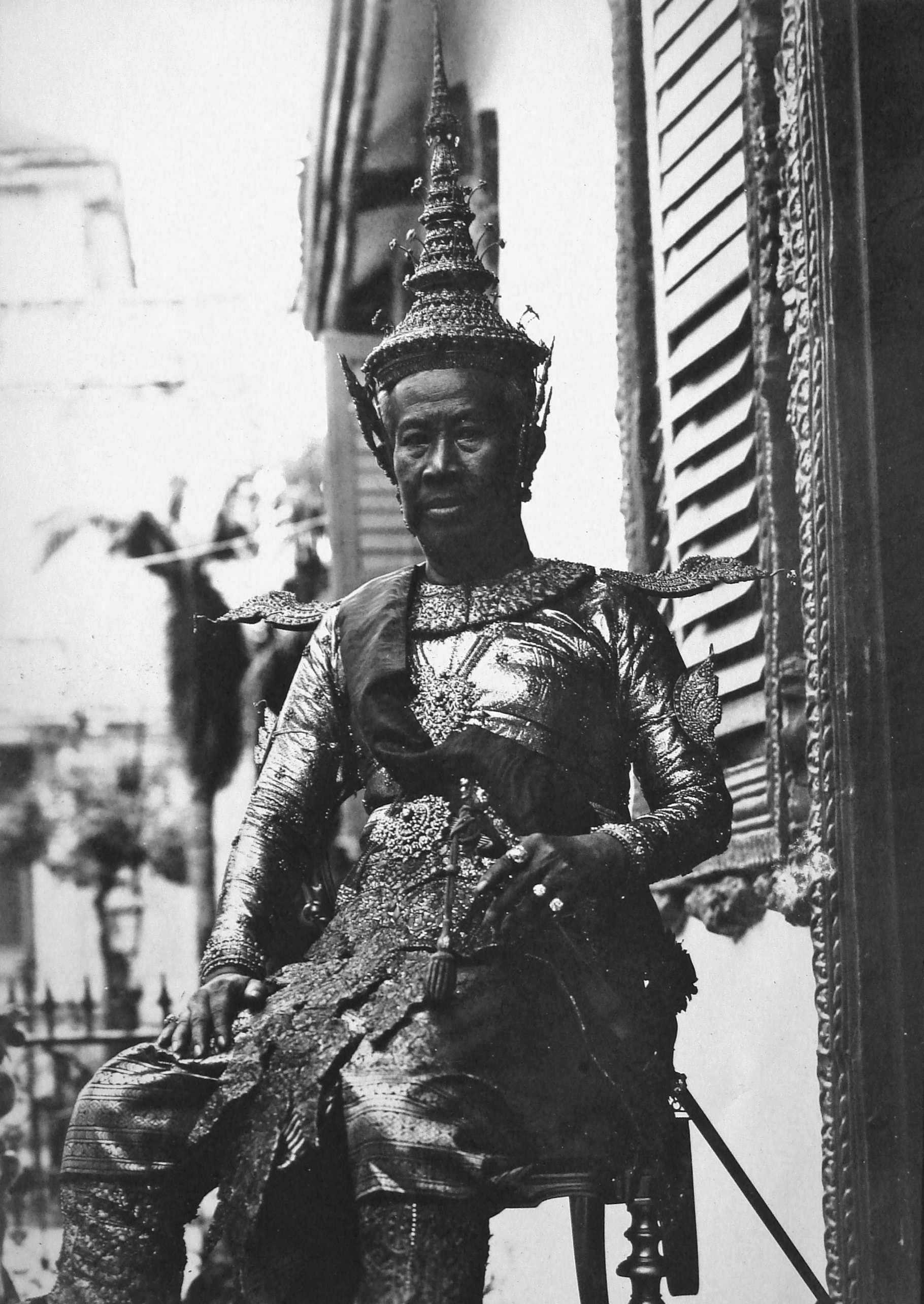
Le roi Sisowath.

En octobre 1887, la France proclame l'Union indochinoise, fédération comprenant le Cambodge et les trois régions constitutives du Viêt Nam actuel, les protectorats du Tonkin et de l'Annam, et la colonie de Cochinchine. Le protectorat du Laos est ajouté à l’union après avoir été libéré de la suzeraineté du Siam en 1893. Le responsable de l'administration coloniale au Cambodge, subordonné au Gouverneur général de l'Union et appointé par le ministère de la marine et des colonies à Paris, est le résident supérieur. Les résidents ou gouverneurs locaux sont postés dans tous les centres principaux des provinces. En 1896, un accord entre la France et le Royaume-Uni sur les sphères d'influence au Siam permet au Cambodge de récupérer la province d'Angkor. En 1897, le roi octroie une constitution en vertu de laquelle le résident supérieur préside le conseil des ministres et contresigne les décisions royales, les nominations et les révocations de fonctionnaires. La France entame une politique de grands travaux au Cambodge, creusant des canaux et construisant des quais pour la navigation. Malgré ces efforts et ce contrôle politique renforcé, les Français doivent gérer un protectorat à l'économie stagnante, qui ne connaît qu'un développement médiocre. Le Cambodge ne devient pas une terre de colonisation, au contraire du territoire vietnamien : les missionnaires demeurent peu nombreux et seuls 825 Européens, dont 80 % de fonctionnaires ou de militaires, vivent au Cambodge en 1904. Le recensement de 1937 relève 2 534 « Européens ou assimilés » vivant au Cambodge.
À la mort de Norodom Ier en 1904, la couronne revient à son frère Sisowath plutôt qu'à ses fils. La branche de Sisowath est en effet estimée plus coopérative que les descendants directs de Norodom, dont certains ont pris part à la révolte des années 1880. Le fils favori du roi, le Prince Yukanthor, avait en outre émis des critiques du système colonial. Plusieurs traités, passés par la France avec le Siam, permettent au Cambodge de récupérer les provinces annexées par son ancien suzerain : les traités de 1902 et 1904 lui rétrocèdent les provinces de Melouprey et du Bassac ; celui de 1907 lui permettent de récupérer celles de Battambang, Siem Reap et Banteay Mean Chey.
Les Français améliorent la collecte des taxes, mais font peu de choses pour changer les structures sociales, demeurées centrées sur le village. Malgré les nombreuses insuffisances structurelles de l'administration et de l'économie du pays, qui demeure déficitaire et en partie soutenue par celle de la Cochinchine voisine, la France parvient à apporter une relative richesse au protectorat, par les importations des cultures de l'hévéa, et du coton. Les taxes par tête sont, au Cambodge, les plus élevées d'Indochine, entraînant des protestations en 1916, une pétition étant apportée au roi pour protester contre cet état de fait. Pour les paysans pauvres le service de la corvée peut se substituer au paiement de l'impôt, les obligeant à participer jusqu’à trois mois par an à des travaux publics. L’industrie demeure rudimentaire et centrée sur le traitement des matières premières comme le caoutchouc.
Au Cambodge comme au Laos, les Français délèguent une partie des tâches à des fonctionnaires Viêt, dont la présence entraîne parfois le ressentiment des autochtones, qui se voient privés d'une possibilité d'ascension sociale. Le Cambodge est essentiellement conçu comme un arrière-pays de l'Indochine française : un document de la Résidence supérieure estime en 1942 que « Le rôle économique du Cambodge consiste en partie à ravitailler le marché de Saïgon-Cholon et secondairement de l'Indochine entière, en produits agricoles ainsi qu'en matières premières qui sont exportées, ou lui sont parfois retournées sous forme de produits finis ou demi-finis ». Pour développer l’infrastructure économique, l’administration coloniale construit un certain nombre de routes et de lignes de chemin de fer, notamment celle reliant Phnom Penh à la frontière thaïlandaise. Les plantations d’hévéa et de maïs se développent et les provinces fertiles de Battambang et Siem Reap deviennent des greniers à riz de l’Indochine. Les années 1920 sont prospères grâce à la demande extérieure, mais la Grande Dépression vient freiner l’expansion économique du Cambodge. À la mort du roi, en 1927, la couronne revient à son fils Sisowath Monivong.

## Naissance du nationalisme khmer
Bien que la vie politique au Cambodge français demeure tranquille, les années 1930 voient se développer l'activité d'intellectuels formés à l'occidentale qui, souvent issus de l'ethnie Khmer Krom, minorité Khmère de Cochinchine, avaient pu subir l'influence des mouvements indépendantistes vietnamiens. L'un des plus actifs, Son Ngoc Thanh, Khmer Krom né dans la province de Trà Vinh, vient s'installer à Phnom Penh pour y travailler à l'Institut bouddhique, nouvellement créé : en 1936, avec ses deux associés Sim Var et Pach Chhoeun, il lance un journal, Nagaravatta ("Notre cité"), dont le succès préoccupe les autorités françaises et qui adopte à partir de 1940 une ligne éditoriale nettement anti-coloniale, mais également anti-vietnamienne. Le nationalisme khmer, si ses militants multiplient les interventions publiques et les débats sur le colonialisme, reste cependant d'une audience relativement faible, limitée en tout cas aux cercles intellectuels et aux milieux religieux. La mouvance khmère Issarak, plus virulente et envisageant une action violente pour obtenir l'indépendance, apparaît en 1940 à Bangkok.

## Le Cambodge durant la Seconde Guerre mondiale
En 1940, l'empire du Japon, visant à couper le ravitaillement de la République de Chine dans la guerre sino-japonaise, exige la libre circulation de ses troupes au Tonkin. Les atermoiements de l'administration coloniale mise en place par le gouvernement de Vichy amènent les Japonais, en septembre, à réaliser une invasion de l'Indochine. Le bref conflit aboutit à l'installation des troupes japonaises au Tonkin, puis dans le reste de l'Indochine. Le 29 juillet 1941, les accords signés par l'amiral Darlan et l'ambassadeur Kato permettent aux troupes japonaises de s'installer en Cochinchine et au Cambodge, dont elles utilisent les pistes d'aviation pour l'invasion de la Malaisie britannique à la fin de l'année.
Entretemps, le Cambodge doit également faire face aux ambitions territoriales de la Thaïlande (ex-Siam), où le régime nationaliste du maréchal Plaek Pibulsonggram souhaite récupérer les territoires naguère abandonnés au Cambodge et au Laos lors des traités avec la France. En octobre 1940, un mois après l'invasion japonaise, la Thaïlande attaque l'Indochine française. Plusieurs mois d'affrontements sporadiques aboutissent à une médiation du Japon qui, désireux de s'allier avec la Thaïlande, donne raison aux exigences de cette dernière. Le Cambodge doit rétrocéder à son ancien suzerain les provinces de Battambang et Siem Reap. Poc Khunn, chef du mouvement khmer Issarak, apporte une caution nationaliste à ces annexions en devenant le représentant de Battambang au parlement thaï. En avril 1941, le roi Sisowath Monivong, miné par les préoccupations face aux impérialismes japonais et thaïlandais, meurt à l'âge de soixante-cinq ans. L'un de ses fils, le prince Sisowath Monireth, apparaît comme le successeur le plus probable au sein de la très nombreuse famille royale. Mais le gouverneur général Jean Decoux, chargé de superviser la succession au trône, préfère faire accéder au trône un petit-fils de Monivong et neveu de Monireth, le prince Norodom Sihanouk, alors âgé de dix-huit ans et jugé plus facilement malléable.
Durant la Seconde Guerre mondiale, l'Indochine française est largement coupée de sa métropole. L'amiral Decoux, tout en faisant de réels efforts pour développer l'éducation et l'économie de l'Union, mène avec zèle une politique fidèle aux mots d'ordre de la Révolution nationale : le portrait de Philippe Pétain et la propagande vichyste sont très présents au Cambodge comme dans le reste de l'Indochine,.

### La révolte des ombrelles
Au Cambodge, désireux de se concilier les populations locales face aux colonisateurs européens, les Japonais jouent la carte de l'alliance avec le clergé bouddhiste, s'attirant la sympathie d'une partie des bonzes, et notamment celle du dignitaire Hem Chieu, professeur de l'Institut bouddhique. Le 18 juillet 1942, Hem Chieu et un autre bonze sont soupçonnés d'activités subversives et arrêtés par les Français, qui ne prennent pas la peine d'avertir la hiérarchie bouddhiste comme le voudrait la coutume. Deux jours plus tard, Pach Chhoeun, rédacteur en chef de Nagaravatta, prend la tête dans les rues de Phnom Penh de deux mille manifestants, dont de nombreux moines, pour protester auprès du résident général. L'évènement est désigné sous le nom de « révolte des ombrelles », en référence aux ombrelles brandies par une partie des moines : la manifestation s'achève en émeute, et la répression policière entraîne de nombreuses arrestations, dont celle de Pach Chhoeun. Hem Chieu est déporté au bagne. Son Ngoc Thanh, lui, s'enfuit en Thaïlande puis au Japon, où il reçoit le soutien des autorités impériales. La « révolte des ombrelles » est considérée comme la première manifestation publique du jeune nationalisme khmer,,.

### L'indépendance de 1945

Drapeau utilisé par le gouvernement indépendantiste en 1945.

En 1945, l'empire du Japon, dont la situation est critique dans la guerre du Pacifique, souhaite éviter une incursion alliée sur le territoire de l'Indochine française. Le 9 mars 1945, l'Armée impériale japonaise réalise un coup de force contre les Français et prend le contrôle de la totalité du territoire. Les civils, fonctionnaires et militaires français survivants sont internés. Les Japonais poussent à l'indépendance des composantes de l'Indochine française, en vue de susciter de nouveaux États souverains membres de la Sphère de coprospérité de la grande Asie orientale. Le 14 mars, Norodom Sihanouk en profite pour faire abroger deux lois émises par les Français en 1943 et 1944 et qui concernaient la romanisation obligatoire de l'alphabet dans les documents officiels et la suppression du Calendrier luni-solaire basé sur les fêtes du bouddhisme theravāda au profit du calendrier grégorien. Si les deux réformes avaient été initiées dans un but de moderniser les institutions du pays, elles avaient provoqué l'ire des responsables bouddhistes qui estimaient qu'elles allaient à l'encontre des traditions séculaires qu'ils étaient chargés de maintenir. Quelques jours plus tard, le 18 mars, pressé par les Japonais, Norodom Sihanouk proclame l'indépendance du Cambodge et crée un poste de premier ministre, prenant lui-même la tête du gouvernement : il s'abstient néanmoins de trop s'engager dans la collaboration avec les Japonais. Son Ngoc Thanh, ramené au Cambodge par les Japonais qui misent sur son envergure de dirigeant indépendantiste, prend en mai le ministère des affaires étrangères et joue bientôt les premiers rôles au sein du gouvernement. Dans la nuit du 8 au 9 août, quelques heures avant le bombardement atomique de Nagasaki, Son Ngoc Thanh s'auto-proclame premier ministre avec le soutien des militaires japonais. Son gouvernement prend ses fonctions le 14 août, la veille de l'annonce officielle de la capitulation du Japon.
Après la défaite japonaise, Son Ngoc Thanh tente de maintenir son pouvoir en s'appuyant sur les différents groupes khmers issarak, mais son gouvernement est éphémère : alors que les Français commencent difficilement à reprendre pied en Indochine, le Cambodge se tourne vers eux par le biais de Norodom Sihanouk. Le roi dépêche Monireth auprès des Français pour leur faire savoir que son royaume désirerait mettre un terme à l'indépendance de facto et demeurer auprès de la France. Le général Leclerc, chef du Corps expéditionnaire français en Extrême-Orient, se rend lui-même à Phnom Penh pour neutraliser Son Ngoc Thanh, qu'il arrête sans coup férir le 15 octobre. Le protectorat est rétabli, en attendant la définition d'un nouveau statut pour le Cambodge. Le prince Sisowath Monireth devient premier ministre et le général Marcel Alessandri, revenu de Chine après avoir réchappé du coup de force japonais, commissaire de France à Phnom Penh.

## L'après-guerre et la marche vers l'indépendance

### Les nouvelles institutions du pays
Si la situation du Cambodge à la fin de la Seconde Guerre mondiale est loin d'être aussi tendue que celle du Viêt Nam, la France a pris en compte la nécessité de faire évoluer le statut du pays. La France autorise la création de partis politiques, et d'une assemblée consultative. Le 7 janvier 1946, un modus vivendi est signé avec Sihanouk, définissant un nouveau statut du royaume, selon le principe de l'autonomie interne. Le pays devient un état associé au sein d’un groupement qui devient en octobre l’union française; le modus vivendi rompt aussi avec certaines pratiques du passé, en remplaçant les résidents français par des fonctionnaires khmers, eux-mêmes doublés de conseillers français. Sihanouk et les Français s'accordent pour mettre en place un régime représentatif, et faire du Cambodge une monarchie constitutionnelle.
Un projet de constitution est rédigé par une commission franco-khmère. Elle prétexte l’immaturité politique de la majeure partie de la population pour préconiser une élection de l’assemblée au scrutin censitaire. Les responsabilités de ce parlement sont d’autre part limitées au profit du gouvernement et du roi. Mais Norodom Sihanouk insiste pour que les futurs députés soient néanmoins choisis au suffrage universel direct et pour que ce soit l’assemblée élue qui adopte la constitution.
Les élections de septembre 1946 voient la nette victoire (50 des 67 sièges) du parti démocrate dirigé par le prince Sisowath Youtevong. Il choisit de purement et simplement ignorer les travaux de la commission et de rédiger une constitution plus proche de celle de la quatrième République française dont son programme s’inspire.
À la fin 1947, la Thaïlande opère la rétrocession des provinces annexées en 1941. La question du statut de la Cochinchine, où vit une importante minorité Khmer Krom, est par ailleurs le sujet de débats.

### Le Cambodge dans la guerre d'Indochine
Sur le territoire vietnamien, l'indépendantisme Việt Minh aboutit fin 1946 au déclenchement de la guerre d'Indochine. Bien qu'étant nettement moins menacé par le conflit que les autres composantes de l'Indochine, le Cambodge doit compter avec l'activisme des différentes bandes khmères Issarak, mouvement indépendantiste disparate comportant aussi bien des nationalistes de droite que des sympathisants de gauche ou communistes. Les Khmers Issarak opérant à la frontière thaïe sont, jusqu'en 1947, soutenus par le gouvernement de la Thaïlande, qui apporte également son aide au mouvement indépendantiste laotien Lao Issara. Abandonné par la Thaïlande à la fin 1947 lors du retour au pouvoir du maréchal Plaek Pibulsonggram, le mouvement khmer issarak se tourne vers le Việt Minh. Avec l'aide du mouvement de Hô Chi Minh, les groupes khmers issarak sont fédérés au début 1948 sous l'égide du Comité de libération du peuple khmer, dont la présidence est confiée à Son Ngoc Minh, militant indépendantiste de gauche issu d'une famille mixte khméro-vietnamienne. Plusieurs zones du Cambodge, au sud-ouest, au sud-est et au nord-ouest, font l'objet d'activités des Khmers Issarak. Les indépendantistes établissent, dans les localités sous leur contrôle, un embryon de gouvernement révolutionnaire, mais leur mouvement demeure assez faible malgré le soutien du Việt Minh et les incursions sur le territoire cambodgien de l'Armée populaire vietnamienne. À la fin des années 1940, le mouvement de guérilla cambodgien ne compte que quelques milliers de combattants, pour la plupart Viêts : seuls une minorité d'entre eux sont Khmers, la plupart de ces derniers étant des Khmers Krom venus du territoire vietnamien.

### Le rôle politique accru de Sihanouk
Sur le plan politique, le Cambodge souffre d’une instabilité gouvernementale comparable à celle de la quatrième République française dont les institutions s’inspirent. En outre, l’omission de certaines réalités du royaume khmer par le législateur va aggraver la situation, notamment l’assise populaire quasi inexistante de partis auxquels la constitution accorde des pouvoirs considérables. La politique cambodgienne se limite de fait à des luttes de pouvoir au sein de l’Assemblée nationale, bien loin des préoccupations des campagnes où vivent la majeure partie de la population. Le parti démocrate, pour sa part, malgré sa situation de mouvement majoritaire, a rapidement perdu de la cohérence dans son action. Les rivalités entre les branches de la famille royale cambodgienne, qui se transposent à l'intérieur du parti, s'ajoutent aux querelles de clans et de clientèles. Si la formation bénéficie toujours du soutien d’une classe moyenne embryonnaire, elle s’est aliéné les principaux acteurs économiques du pays. Le palais royal lui reproche le rôle limité qu’elle entend faire jouer au monarque ; les autorités coloniales sont agacées par le volet indépendantiste de son programme ; enfin, la communauté chinoise s’inquiète des troubles que l’instabilité fait peser sur ses commerces. La mort de Sisowath Youtevong en juillet 1947 contrarie un peu plus l’unité de la formation et même la nouvelle victoire aux élections de novembre ne pourra pas ramener la sérénité au sein du parti.
Le roi Norodom Sihanouk, profitant des dissensions au sein du parti majoritaire, décide finalement de dissoudre l'assemblée le 18 septembre 1949. Prétextant de l'insécurité régnant dans certaines régions, il s'abstient d'organiser de nouvelles élections, ce qui lui laisse les mains libres pour négocier directement avec les Français le statut du pays, souhaitant évoluer à sa manière vers l'indépendance.
La position de Sihanouk est encore renforcée par la défection de Dap Chhuon, l'un des chefs Khmers Issarak, qui annonce son ralliement au gouvernement royal le 1er octobre. Chhuon devient le commandant du Corps franc khmer et contrôle la zone nord de la province de Siem Reap. Il y fait cependant preuve d'une indépendance et d'une indiscipline totales, faisant à l'occasion double jeu avec les Issarak qu'il ravitaille de temps à autre et menace de rallier en cas d'atteinte à sa liberté d'action. Le 8 novembre 1949, Sihanouk signe avec la France le traité franco-khmer, qui abolit formellement le protectorat et reconnaît l'indépendance du Cambodge dans le cadre de l'Union française. Le texte stipule également que le Cambodge ne renonce pas à ses droits sur la Cochinchine,. Dans le courant du mois de mai 1950, Sihanouk est à nouveau lui-même brièvement premier ministre, cédant ensuite le poste à son oncle le prince Sisowath Monipong, puis à un technocrate, Oum Cheang Sun.

### L'indépendance définitive
Malgré leur faiblesse et leurs grandes divisions, les rebelles indépendantistes ne désarment pas : en 1950, les Khmers issarak de gauche, désormais séparés du Comité de libération du peuple khmer, créent le Front uni Issarak, dirigé par Tou Samouth, et un gouvernement révolutionnaire provisoire présidé par Son Ngoc Minh. Le mouvement indépendantiste khmer demeure cependant sous l'influence à peu près totale du mouvement de Hô Chi Minh. En février 1951, le Parti communiste indochinois renaît officiellement sous forme du Parti des travailleurs du Viêt Nam : au cours du même congrès, il est décidé de réorganiser les mouvements indépendantistes laotiens (Pathet Lao) et cambodgiens selon la même formule. À l'été 1951 est formé le Parti révolutionnaire du peuple khmer, dont Son Ngoc Minh devient le secrétaire général.
Irrité que le Corps expéditionnaire français en Extrême-Orient ne consacre pas plus d'efforts à l'éradication du maquis khmer issarak, le roi Norodom Sihanouk doit en outre gérer une situation politique agitée : le retour à l'ordre constitutionnel amène à de nouvelles élections, remportées à nouveau par le Parti démocrate. En octobre 1951, Huy Kanthoul, le chef du parti démocrate, forme un nouveau gouvernement, qui s'oppose à la fois au roi et aux Français. Le même mois, le commissaire de la République Raymond est assassiné par un domestique agent du Việt Minh. Son Ngoc Thanh, autorisé à revenir au Cambodge après plusieurs années d'exil en France, se lance lui aussi dans une surenchère nationaliste puis, six mois après, prend le maquis en appelant au soulèvement, prenant la tête de ses propres troupes, les Khmers Serei. Norodom Sihanouk décide de reprendre la situation en main et, le 15 juin 1952, avec l'appui d'unités françaises, il congédie le gouvernement et se proclame lui-même premier ministre, assumant le poste pour la troisième fois en sept ans. Le 11 janvier 1953, il dissout l'assemblée nationale jusqu'à nouvel ordre. Il annonce en outre une série de réformes, et l'évolution vers une indépendance « pleine et entière »,.
En février 1953, Sihanouk part pour la France et rencontre les responsables de la politique indochinoise, plaidant la cause d'un Cambodge totalement indépendant pour éviter de faire le jeu du Việt Minh. N'ayant obtenu aucune concession, il part pour les États-Unis, où il n'obtient pas davantage de soutien, le chef de la diplomatie américaine John Foster Dulles ne souhaitant pas occasionner un différend avec la France, qui ferait le jeu des communistes dans le cadre de la guerre froide. Le roi joue alors la carte de l'agitation médiatique, et accorde au New York Times une interview retentissante, dans laquelle il dénonce l'attitude des Français et menace de s'entendre avec le Việt Minh. De retour au Cambodge, il s'exile brièvement en Thaïlande, puis revient dans son pays et s'installe dans la Province de Battambang : entouré de troupes khmères, il appelle à la « mobilisation » et refuse tout contact avec les officiels français. L'attitude résolue de Sihanouk lui vaut le ralliement de divers opposants, dont Son Ngoc Thanh.
Le contexte en Indochine, dont la situation économique est aggravée par l'affaire des piastres, amène le gouvernement français à négocier avec les différents États au sujet de leur statut. Si le passage du Laos à un traité d'amitié et d'association se passe sans difficulté, les choses sont plus délicates au Cambodge, où Penn Nouth, représentant de Sihanouk, réclame pour le pays « au sein de l'Union française, un statut au moins équivalent à celui de l'Inde au sein du Commonwealth », demandant concrètement la dévolution de toutes les compétences exercées encore par la France. En août, un accord est trouvé sur le transfert des derniers pouvoirs en matière de police et de justice. Le 17 octobre, après des difficultés sur la question des forces armées et une médiation des États-Unis, une convention est signée. Le 8 novembre, Norodom Sihanouk fait une rentrée triomphale dans Phnom Penh et, le 9 novembre, l'indépendance du Cambodge est proclamée. Au début de 1954, de nouveaux transferts en matière diplomatique et économique viennent consacrer la pleine indépendance du royaume, que les accords de Genève, en juillet, réaffirment et font reconnaître sur le plan international,.

## Administration coloniale du Cambodge

### Institutions
L’ordonnance du 11 juillet 1897 maintient la monarchie élective et définit les modalités du vote d’un nouveau souverain. Il sera choisi par un organe qui ne s’appelle pas encore le conseil du trône et qui comprend le premier ministre, les responsables des deux ordres religieux, Dhammayuttika Nikaya et Maha Nikaya et du chef des bakous, les brahmanes du palais. Si aucun ressortissant français ne fait partie de ce collège, la puissance protectrice garde une influence sur la nomination de ces électeurs et indirectement sur le choix du monarque. D’autre part, l’ordonnance confirme également que la présence du roi n’est pas requise lors des conseils des ministres présidés par le résident supérieur,.
Les attributions des différents ministres sont pour leur part formellement définies en 1905, date à laquelle il est de surcroit mis fin à leur administration directe de certaines provinces.
En 1920, les autorités imposent une séparation des fonctions juridictionnelles et administratives en deux corps distincts. En 1924, le code pénal reprend ce principe et « interdit aux fonctionnaires de l’ordre judiciaire de s’immiscer dans les matières relevant de la compétence des autorités administratives ». Un Krom Viveat (« chambre des requêtes ») est créé, chargé « des conflits et des contestations surgies en l’absence d’une infraction légale à l’occasion des actes du gouvernement cambodgien ». Mais la distinction n’est pas totale, vu que l’appel des décisions se fait devant le conseil des ministres (qui n’a plus de fonction politique), tout comme celui des autres institutions judiciaires. De fait, le Krom Viveat aura une activité réduite, les Cambodgiens préférant continuer à trouver des arrangements à l’amiable avec la hiérarchie du fonctionnaire ou de l’organisme en cause. Il sera réformé le 9 janvier 1948 ; son champ de compétence est alors étendu aux fautes personnelles de l’agent ; à la possibilité du recours en annulation est ajouté celui du plein contentieux ; enfin, les appels des décisions sont transférés à une section du conseil du trône. Mais ces changements n’apporteront pas de progrès notables. Tout d’abord, les juges administratifs ne peuvent intervenir que dans la zone et l’organisme qui leur a été alloués. De surcroit, leur nomination doit plus à leur accointance avec le pouvoir qu’à leur compétence. Les démissions sont fréquentes et la désignation de nouveaux titulaires prend du temps, allongeant d’autant le règlement des litiges. Déjà en temps normal, le plaignant doit d’abord faire une demande auprès de l’administration concernée et ce n’est que s’il n’a pas obtenu de réponse satisfaisante dans les deux mois qu’il peut saisir le Krom Viveat. Débute alors une tentative de conciliation entre les deux parties qui se traduit par un échange de missives qui durent plusieurs mois, jusqu’à ce que la requête soit inscrite à l’ordre du jour de la prochaine session de la chambre. Si la plainte est jugée recevable, la décision à l’origine du litige peut être annulée voire l’administration fautive condamnée à payer un dédommagement, mais les mesures de recouvrement restent limitées.
Entre 1921 et 1925, un ensemble de textes officialise la gestion des provinces et des districts telle qu’elle est pratiquée de facto depuis 1897. Le résident français de chaque province doit avant tout assurer la présence de l’autorité coloniale, mais il est également chargé de collecter les impôts et contrôler que les actions de tous les fonctionnaires locaux, du gouverneur au simple agent territorial, sont en phase avec la politique définie à Phnom Penh par le résident supérieur. Il a également une fonction judiciaire et doit contresigner tous les jugements émis par les tribunaux locaux. Dans le même temps, l’ordonnance royale du 24 septembre 1919 avait fixé le statut des communes. Il délègue à son chef (Mekhum) le maintien de l’ordre, la perception au niveau local de l’impôt et le règlement des litiges à l’amiable.
Les avis, arrêtés et autres décrets émis par les différents corps législatif sont rationalisés le 1er juin 1940 par la création d’une hiérarchie entre eux. Au plus haut niveau se trouve dorénavant le Kram qui découle du seul monarque, mais ne peut être proclamé qu’après accord du résident ; le Kret est également l’œuvre du roi, mais après consultation du conseil des ministres et nécessite lui aussi l’approbation du résident avant sa promulgation. Le Samrach concerne une décision prise en conseil des ministres. Les Prakas viennent pour leur part d’un ministre et concerne son domaine d'activité alors que le Deka n’a qu’une valeur locale (province, district, commune…). Un train de réformes est aussi engagé pour codifier les différents droits coutumiers. Ainsi sont créés des codes civil, foncier, pénal et des affaires, mais ils seront en contradiction avec les lois édictées en métropole ou celles qui s’appliquent à l’ensemble de l’Indochine française.
D’autre part, l’influence que le bouddhisme peut avoir dans la vie quotidienne des Cambodgiens ne laisse pas indifférente l’administration coloniale, qui y voit une institution à même de contester son autorité. En 1916, alors que des moines avaient été impliqués dans la plupart des troubles ayant eu lieu jusque-là, une nouvelle loi oblige toute personne désireuse de rejoindre une pagode à produire une attestation « de bonne vie » visé par le chef de son village. Il recevra alors un certificat d’ordination pour la durée de son séjour et devra signaler tous ses déplacements au responsable de sa localité de résidence. Ce dispositif sera complété en 1919 par la création de structures hiérarchiques au sein d’un clergé qui n’était jusqu’alors organisé que sur un plan horizontal. Les chefs de pagodes restent nommés par les villageois, mais une fois désignés, doivent rendre des comptes à un responsable de diocèse lui-même choisi par le vénérable de l’ordre (Maha Nikaya ou Dhammayuttika Nikaya) après accord du ministère de l’intérieur et des cultes. En 1930, pour contrer l’influence francophobe que le Siam exerce sur les hauts dignitaires du bouddhisme cambodgien au travers des formations qu’ils vont fréquemment suivre à Bangkok, un « institut indigène d’étude du bouddhisme du petit véhicule » qui deviendra rapidement l’institut bouddhique est inauguré à Phnom Penh.
Les tentatives de scolarisation sont pour leurs parts trop timides pour pouvoir être couronnées de succès. Au début des années 1930, il est finalement décidé de confier l’enseignement primaire aux écoles de pagodes, officiellement au nom du respect des traditions, mais le faible coût de la mise en place a également dû entrer en ligne de compte. Des « écoles d’application des bonzes » sont ainsi créées afin de « mettre à disposition du clergé des méthodes pratiques de pédagogie susceptibles de permettre la rénovation de l’enseignement ». Pour les niveaux supérieurs, le Lycée Sisowath ouvre à Phnom Penh en 1933, mais les élites préfèrent envoyer leurs enfants aux lycées Chasseloup-Laubat à Saïgon ou Albert Sarraut à Hanoï, puis, à partir de 1946, à Đà Lạt. Concernant l’université, pour ceux qui ne sont pas assez fortunés ou qui n’ont pas la chance d’avoir obtenu une bourse pour aller étudier en France, la seule alternative est d’aller à Hanoï,.

### Représentants du protectorat au Cambodge (1863-1885)
| Nom                                             | Durée du mandat                     |
| ----------------------------------------------- | ----------------------------------- |
| Ernest Doudart de Lagrée                        | avril 1863 - juillet 1866           |
| Armand Pottier                                  | juillet 1866 - 20 février 1868      |
| Jean Moura                                      | 20 février 1868 - 10 mars 1870      |
| Armand Pottier (par intérim)                    | 10 mars 1870 - 11 novembre 1870     |
| Jules Marcel Brossard de Corbigny (par intérim) | 11 novembre 1870 - 1er janvier 1871 |
| Jean Moura                                      | 1er janvier 1871 - 6 janvier 1879   |
| Étienne François Aymonier (par intérim)         | 6 janvier 1879 - 10 mai 1881        |
| Augustin Julien Fourès (par intérim)            | 10 mai 1881 - 12 août 1885          |

### Résidents généraux (1885-1889)
| Nom                               | Durée du mandat                |
| --------------------------------- | ------------------------------ |
| Jules Victor Renaud (intérim)     | 12 août 1885 - 16 octobre 1885 |
| Pierre de Badens (provisoire)     | 16 octobre 1885 - 17 mai 1886  |
| Jules Georges Piquet              | 17 mai 1886 - 4 novembre 1887  |
| Louis Eugène Palasne de Champeaux | 4 novembre 1887 - 10 mars 1889 |

### Résidents supérieurs (1889-1945)
| Nom                                                             | Durée du mandat                     |
| --------------------------------------------------------------- | ----------------------------------- |
| Louis Albert Huÿn de Vernéville                                 | 16 mai 1889 - 24 janvier 1894       |
| Félix Léonce Marquant                                           | 24 janvier 1894 - 4 août 1894       |
| Louis Albert Huyn de Vernéville                                 | 4 août 1894 - 14 mai 1897           |
| Alexandre Antoine Étienne Gustave Ducos                         | 14 mai 1897 - 16 janvier 1900       |
| Louis Paul Luce                                                 | 16 janvier 1900 - 3 juin 1901       |
| Léon Jules Pol Boulloche                                        | 3 juin 1901 - 17 juillet 1902       |
| Charles Pallier                                                 | 17 juillet 1902 - 26 octobre 1902   |
| Henri Félix de Lamothe                                          | 26 octobre 1902 - 25 septembre 1904 |
| Jules Louis Morel                                               | 25 septembre 1904 - 16 octobre 1905 |
| Olivier Charles Arthur de Lalande de Calan                      | 16 octobre 1905 - 29 décembre 1905  |
| Louis Paul Luce                                                 | 29 décembre 1905 - 26 juillet 1911  |
| Ernest Outrey                                                   | 26 juillet 1911 - 26 mars 1914      |
| Xavier Tessarech                                                | 26 mars 1914 - 25 juillet 1914      |
| Maurice Le Gallen                                               | 25 juillet 1914 - 22 octobre 1914   |
| François Marius Baudoin                                         | 22 octobre 1914 - 20 janvier 1927   |
| Joseph Létang (en place de Baudoin)                             | 6 décembre 1920 - 21 février 1921   |
| Victor Édouard Marie L'Helgoualc'h (en place de Baudoin)        | 10 avril 1922 - 8 mai 1924          |
| Aristide Eugène Le Fol                                          | 20 janvier 1927 - 1er janvier 1929  |
| Achille Louis Auguste Silvestre                                 | 1er janvier 1929 - 12 janvier 1929  |
| Fernand Marie Joseph Antoine Lavit                              | 12 janvier 1929 - 4 mars 1932       |
| Achille Louis Auguste Silvestre (jusqu'au 7 décembre 1932)      | 4 mars 1932 - 15 janvier 1935       |
| Henri Louis Marie Richomme                                      | 15 janvier 1935 - 12 décembre 1936  |
| Léon Emmanuel Thibaudeau                                        | 12 décembre 1936 - 29 décembre 1941 |
| Jean de Lens                                                    | 29 décembre 1941 - 2 mars 1943      |
| Georges Armand Léon Gauthier                                    | 2 mars 1943 - novembre 1944         |
| André Joseph Berjoan (prisonnier des Japonais 9 mars/août 1945) | novembre 1944 - 9 mars 1945         |
| Kubo (Japonais)                                                 | 14 mars 1945 - août 1945            |
| André Joseph Berjoan                                            | 1945 - 15 octobre 1945              |

### Commissaires de la République au Cambodge (1945-1953)
| Nom                              | Durée du mandat                   |
| -------------------------------- | --------------------------------- |
| Huard                            | 15 octobre 1945 - 10 avril 1946   |
| Romain Victor Pénavaire          | 10 avril 1946 - 20 mai 1947       |
| Léon Marie Adolphe Pascal Pignon | 20 mai 1947 - 20 octobre 1948     |
| Lucien Vincent Loubet            | 20 octobre 1948 - 26 février 1949 |
| Jean de Raymond (assassiné)      | 26 février 1949 - 29 octobre 1951 |
| Yves Digo                        | 29 octobre 1951 - 16 mai 1952     |
| Jean Risterucci                  | 16 mai 1952 - 9 novembre 1953     |

## Bilan
Si Alain Forest a sous-titré un de ses livres sur le sujet « histoire d’une colonisation sans heurts », l’ouvrage en lui-même s'attache à démontrer les limites de cette idée reçue,.
Au rang des actifs du protectorat, même si des troubles ont émaillé la période, ils n’avaient aucune commune mesure avec ceux des époques précédentes et le Cambodge a inauguré une ère de paix relative comme il n’en avait plus connue depuis longtemps.
On peut aussi citer la mise en place de services publics tels la poste ou un réseau ferré qui fonctionneront de manière correcte jusqu’en 1970, ainsi que la réfection de routes dont, à la fin des années 1850, Henri Mouhot déplorait l’état. Mais ces dernière tâches étaient généralement réalisées dans le cadre de corvées, des journées de travail que chaque villageois devait à l’administration,.
La présence française a également permis l’implantation de l’école française d'Extrême-Orient qui, par ses recherches sur les temples angkoriens a rétabli le lien de paternité qui relie l’empire khmer avec le Cambodge contemporain et, par contrecoup, donner à ses habitants un motif de fierté qui paradoxalement sera utilisé par les militants indépendantistes. Dans le même temps, à partir de 1904 et alors que depuis l’avènement de Sisowath les relations des autorités coloniales avec le palais s’améliorent nettement, les Français s’évertuent à restaurer la personne royale dans un prestige qu’elle avait perdu au fil des ans.
Revers de la médaille, alors que le colonisateur lui a ressuscité une histoire prestigieuse, les Cambodgiens vont se retrouver cantonnés à faire perdurer ces traditions et les modes de vie ancestraux qui y sont attachés. Les activités artistiques sont alors réduites à reproduire à l’infini des motifs angkoriens au détriment de toute créativité. Cet immobilisme ne sera pas pour rien dans le reproche fait à la France par les milieux indépendantistes quant à la persistance de structures archaïques au lieu de préparer le Cambodge à affronter les réalités du monde moderne.
Dans le domaine économique, il faudra attendre les années 1920 pour voir les premières initiatives privées de développement, mais ces dernières restent essentiellement cantonnées dans des plantations d’hévéas à l’est du pays et emploient avant tout une main d’œuvre tonkinoise, réputée plus travailleuse que les Cambodgiens. Ce parti pris va d’ailleurs alimenter le ressentiment ancestral des Cambodgiens à l’égard des Vietnamiens qui en outre monopolisent les emplois dans l’administration et de nouveaux secteurs d’activités tels la mécanique, l’électricité ou la maçonnerie. L’immigration qui en découle, favorisée par le protecteur, si elle ne donne pas lieu à des incidents notoires durant la période concernée, porte néanmoins en elle les germes de futurs troubles.
D’un point de vue territorial, si la restitution par le Siam des territoires à l’ouest du pays est à mettre incontestablement au crédit des autorités coloniales, la situation à l’est est plus délicate. Outre les « aménagements » de frontière, pour la plupart au détriment du Cambodge, dans les régions peu peuplées, habitées par des minorités ethniques, se pose le problème plus délicat de la Cochinchine. Ces anciennes possessions de l’empire khmer ont été conquises par l’Annam du XVIIe siècle au début du XIXe siècle puis, à partir de 1858, par la France qui y établit une colonie. L’immigration vietnamienne au Cambodge favorisée par les autorités du protectorat conjuguée à la volonté de couper les liens des bouddhistes theravādins de l’Indochine française avec le Siam, coupable de soutenir les mouvements anticolonialistes, conduit à un rapprochement des Khmers du delta du Mékong (Khmers Krom) avec leurs homologues cambodgiens qui partagent la même crise identitaire et va réveiller les prétentions de Phnom Penh sur la Cochinchine.